# Ellerman (månekrater)
Ellerman er et nedslagskrater på Månen. Det befinder sig på Månens bagside og er opkaldt efter den amerikanske astronom Ferdinand Ellerman (1869 – 1940).
Navnet blev officielt tildelt af den Internationale Astronomiske Union (IAU) i 1970. 

## Omgivelser
Ellermankrateret ligger i det ydre tæppe af udkastninger, som omgiver nedslagsbassinet Mare Orientale, og vest for Montes Cordillera-bjergkæden. Nordvest for Ellerman ligger det større Gerasimovichkrater.

## Karakteristika
Formentlig på grund af sin beliggenhed i meget vildsomme omgiver er den ellers cirkulære kraterrand noget irregulær og polygonal af form. Det løse materiale langs de indre vægge er skredet ned og danner en ring af småsten omkring foden, hvorfor væggene skråning nu går lige ned uden at danne terrasser. Der ligger et lille krater på toppen af den nordlige rand.

## Måneatlas
- Billeder af Ellermankrateret i LPI-måneatlasset